# Rasa de Bóixols
La Rasa de Bóixols és una rasa del terme municipal d'Abella de la Conca, a la comarca del Pallars Jussà, en territori del poble de Bóixols.

La Rasa de Bóixols, respecte del terme d'Abella de la Conca

És al sud-est de Bóixols, a la part més a llevant del terme municipal. Es forma sota les Roques de les Canals del Grau, al nord dels Camps de Cal Valldoriola, passa a ponent de les restes de Cal Valldoriola i, sempre en direcció sud-oest, passa a llevant de lo Tros del Castell i s'aboca en el Rialb al costat sud-oest del Molí del Plomall.